# Antebraț

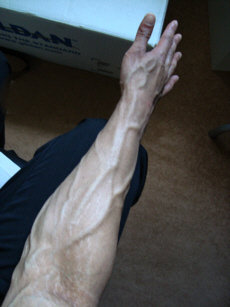
Antebraț

Antebrațul este partea intermediară a membrului superior uman, localizat între cot și încheietura mâinii.
Scheletul antebrațului este format din două oase lungi, radius și ulnă, care formează articulația radioulnară și care sunt unite prin membrana interosoasă. 
Muschii antebrațului sunt:
- mușchiul brachioradial
- mușchiul flexorm digital superficial
- mușchiul flexor lung
- mușchiul palmaris lung

Arterele antebrațului sunt artera brahială și subviziunile sale.
Venele
Boli:
- Fractura de radius
- Dislocare de ulna/radius
- Decolare de radius

### Alcătuire(în avansat):
Antebrațul conține două oase lungi, radius și ulna, formând cele două articulații radioulnare. Membrana interosoasă leagă aceste oase. În cele din urmă, antebrațul este acoperit de piele, suprafața anterioară fiind de obicei mai puțin păroasă decât suprafața posterioară.
Antebrațul conține mulți mușchi, inclusiv flexori și extensori ai încheieturii mâinii, flexori și extensori ai degetelor, un flexor al cotului (brahioradialis) și pronatori și supinatori care întorc mâna cu fața în jos sau, respectiv, în sus. În secțiune transversală, antebrațul poate fi împărțit în două compartimente fasciale. Compartimentul posterior conține extensorii mâinilor, care sunt alimentați de nervul radial. Compartimentul anterior conține flexorii și este alimentat în principal de nervul median. Mușchii flexori sunt mai masivi decât extensorii, deoarece lucrează împotriva gravitației și acționează ca mușchi antigravitaționali. Nervul ulnar parcurge, de asemenea, lungimea antebrațului.
Arterele radiale și ulnare și ramurile lor furnizează sânge către antebraț. Acestea se desfășoară de obicei pe fața anterioară a radiusului și pe ulna pe tot antebrațul. Principalele vene superficiale ale antebrațului sunt vena cefalică, antebrahială mediană și vena bazilică. Aceste vene pot fi folosite pentru canularizare sau puncție venoasă, deși fosa cubitală este un loc preferat pentru obținerea de sânge.